# Bolbaffer abditus
Bolbaffer abditus là một loài bọ cánh cứng trong họ Geotrupidae. Loài này được Petrovitz miêu tả khoa học năm 1969.